# Jane Lew (Virginia Occidental)
Jane Lew es un pueblo ubicado en el condado de Lewis en el estado estadounidense de Virginia Occidental. En el Censo de 2010 tenía una población de 409 habitantes y una densidad poblacional de 641,93 personas por km².

## Geografía
Jane Lew se encuentra ubicado en las coordenadas 39°6′39″N 80°24′29″O / 39.11083, -80.40806. Según la Oficina del Censo de los Estados Unidos, Jane Lew tiene una superficie total de 0.64 km², de la cual 0.62 km² corresponden a tierra firme y (2.85%) 0.02 km² es agua.

## Demografía
Según el censo de 2010, había 409 personas residiendo en Jane Lew. La densidad de población era de 641,93 hab./km². De los 409 habitantes, Jane Lew estaba compuesto por el 98.78% blancos, el 0% eran afroamericanos, el 0.24% eran amerindios, el 0.24% eran asiáticos, el 0% eran isleños del Pacífico, el 0% eran de otras razas y el 0.73% pertenecían a dos o más razas. Del total de la población el 0.24% eran hispanos o latinos de cualquier raza.